# Johann Friedrich Struensee
Johann Friedrich Struensee (danès: Johann Friis Struensee)  (Halle, 5 d'agost de 1737 - Copenhaguen, 28 d'abril de 1772) va ser un metge alemany i ministre a Dinamarca. Va ser metge reial del rei Cristián VII de Dinamarca, que patia esquizofrenia i diversos prolemes mentals,va arribar a ser ministre del govern de Dinamarca. Va ascendir a posicions de poder arribant a ser el regent de facto del país, on va intentar introduir una sèrie de profundes reformes. Va mantenir una relació amorosa amb la reina Carolina Matilde essent motiu d'escàndol, especialment després del naixement d'una filla, la princesa Luisa Augusta, els nobles varen conjurar-se i el varen fer caure després d'un cop d'estat amb la complaença de la madrastra del Rei Christian VII, Juliana Maria de Brunswick-Wolfenbüttel. Va morir solter i va ser executat.
Inicialment, Struensee va tenir un perfil baix mentre va anar interioritzant-se i prenent control de la maquinària política. No obstant això, el 10 de desembre va dissoldre el Consell d'Estat. Una setmana més tard es va designar a si mateix maître des requêtes. La seva tasca oficial era presentar informes al rei dels diversos departaments de l'Estat. Però atès que el rei Christian apenes era responsable pels seus actes, Struensee determinava les respostes que considerava apropiades al seu gust.
Després, va acomiadar a tots els caps de departaments i va anul·lar el càrrec de virrei de Noruega. Per tant, el gabinet, amb ell com el seu líder, es va constituir en l'autoritat suprema de l'Estat. Struensee va tenir poder absolut durant tretze mesos, entre el 18 de desembre de 1770 i el 16 de gener de 1772. Durant aquest període es varen emetre més de 1000 ordres del gabinet, a un ritme de més de tres ordres per dia.
Entre les reformes iniciades per Struensee figuren:
- Abolició de la tortura
- Abolició del treball captiu
- Abolició de la censura de la premsa
- Abolició de la pràctica de preferir als nobles per a càrrecs de l'Estat
- Abolició dels privilegis nobiliaris
- Abolició dels ingressos que no corresponen als nobles
- Abolició de les regles de etiqueta a la Cort Reial
- Abolició de l'aristocràcia de la Cort Reial
- Abolició del finançament per part de l'Estat dels fabricants improductius
- Abolició de diversos dies de festa
- Creació d'un impost al joc i al luxe per a finançar la cura de nens abandonats
- Prohibició del comerç d'esclaus en les colònies daneses
- Premiar només els assoliments amb títols feudals i distincions
- Criminalització i càstig del suborn
- Reorganització de les institucions judicials per a minimitzar la corrupció
- Creació de magatzems de gra estatals per a regular el preu del gra
- Resignació de terres als pagesos
- Reorganització i reducció de l'exèrcit
- Reformes de la universitat
- Reforma de les institucions mèdiques propietat de l'Estat

Altres reformes varen ser l'abolició de la pena de mort per robatori, l'eliminació d'abusos desmoralitzadors com ara prerequisits, i lacaistme en la designació de personal domèstic d'homes poderosos en lucratius llocs públics.
Els crítics de Struensee consideraven que no respectava els costums danesos i noruecs, considerant-les prejudicis i volent eliminar-les en favor de principis abstractes. A més ell no parlava danès, per la qual cosa es manejava en idioma alemany. Per a assegurar-se l'obediència, va manar acomiadar a nombrosos funcionaris dels departaments del govern, sense pensions o compensacions, i els va substituir amb persones que ell designava. Aquests nous funcionaris en molts casos eren homes sense experiència que tenien molt escàs coneixement del país que suposadament havien de governar.
Inicialment el poble danès va estar a favor de les seves reformes, després va començar a oposar-se a elles. Quan Struensee declara abolida la censura de la premsa, apareixen nombrosos pamflets anti-Struensee.
Durant un lapse curt de temps, malgrat totes les seves accions, l'opinió de la classe mitjana li va anar favorable. Si hagués estat una mica més hàbil, potser hagués pogut evitar l'hostilitat i impedir els canvis caòtics que seguirien. El que més va fer per a posar al poble en contra seva va ser la forma en què va fer a un costat en forma àmplia al rei. I aquest sentiment es va reforçar, en la mesura en què, amb excepció d'un petit cercle de la cort, ningú semblava haver cregut que Christian VII estava boig, sinó que la seva voluntat estava una mica afeblida. Aquesta opinió era confirmada per l'emissió de l'ordre del gabinet del 14 de juliol de 1771, que designava a Struensee "gehejme kabinetsminister" o "Geheimekabinetsminister", amb autoritat per a emetre ordres del gabinet que tindrien la força de decrets reals, encara que no tinguessin el segell real.
Tampoc eren les relacions de Struensee amb la reina menys ofensives en una nació que tradicionalment havia tingut una veneració amb la casa reial de Oldemburgo, mentre que la desvergonyida conducta de Carolina Matilde en públic posava a la cort en ridícul. La societat que diàriament es reunia entorn del rei i la reina provocava la burla dels ambaixadors estrangers. El rei era poc menys que un element decoratiu, però ocasionalment el rei s'obstinava i es negava a obeir les ordres de Brandt o Struensee. I una vegada, quan es rebel·la contra el seu cuidador Brandt, amenaçant amb uns assots per certa impertinència, Brandt acaba barallant amb el rei, i a conseqüència li pega al rei en la cara.